# Фінлейсон (Міннесота)
Фінлейсон (англ. Finlayson) — місто (англ. city) в США, в окрузі Пайн штату Міннесота. Населення — 295 осіб (2020).

## Географія
Фінлейсон розташований за координатами 46°12′35″ пн. ш. 92°55′35″ зх. д. / 46.20972° пн. ш. 92.92639° зх. д. (46.209604, -92.926256).  За даними Бюро перепису населення США в 2010 році місто мало площу 7,57 км², з яких 7,22 км² — суходіл та 0,35 км² — водойми.

## Демографія
Згідно з переписом 2010 року, у місті мешкало 315 осіб у 134 домогосподарствах у складі 78 родин. Густота населення становила 42 особи/км².  Було 145 помешкань (19/км²).
Расовий склад населення:
| - 97,5 % — білих - 1,0 % — чорних або афроамериканців - 0,6 % — корінних американців |

До двох чи більше рас належало 1,0 %. Частка іспаномовних становила 1,3 % від усіх жителів.
За віковим діапазоном населення розподілялося таким чином: 23,5 % — особи молодші 18 років, 58,4 % — особи у віці 18—64 років, 18,1 % — особи у віці 65 років та старші. Медіана віку мешканця становила 45,1 року. На 100 осіб жіночої статі у місті припадало 96,9 чоловіків;  на 100 жінок у віці від 18 років та старших — 89,8 чоловіків також старших 18 років.
Середній дохід на одне домашнє господарство  становив 60 262 долари США (медіана — 40 625), а середній дохід на одну сім'ю — 88 185 доларів (медіана — 56 250). За межею бідності перебувало 11,5 % осіб, у тому числі 4,0 % дітей у віці до 18 років та 15,8 % осіб у віці 65 років та старших.
Цивільне працевлаштоване населення становило 125 осіб. Основні галузі зайнятості: освіта, охорона здоров'я та соціальна допомога — 26,4 %, фінанси, страхування та нерухомість — 12,8 %, мистецтво, розваги та відпочинок — 9,6 %, публічна адміністрація — 8,0 %.